# Barefoot bondage
Il termine barefoot Bondage è un prestito dall'inglese, dove barefoot significa letteralmente "piede nudo", mentre bondage indica più genericamente una situazione di prigionia e costrizione fisica o sottomissione.

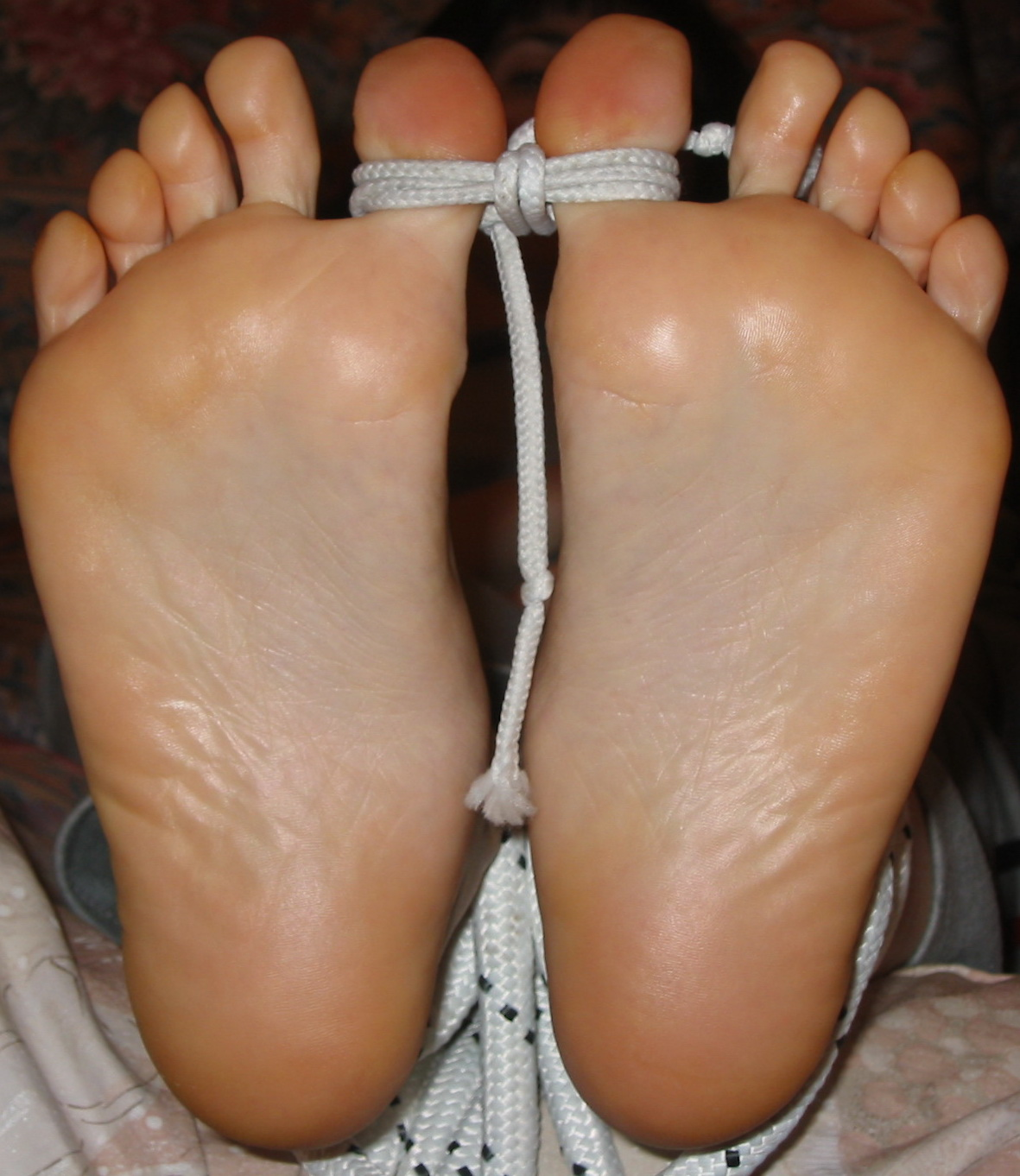

Nell'ambito delle pratiche legate alla sfera dell'erotismo, il barefoot bondage è una tipologia di bondage in cui la vittima, consenziente e complice del gioco, deve essere rigorosamente a piedi nudi (quindi non semplicemente senza scarpe, ma anche sprovvista di calze o calzini). La pratica consiste appunto nel determinare con corde o altri strumenti (lacci, cavigliere, cinturini di pelle, etc.) l'immobilizzazione dei piedi stessi, legati ovvero incatenati, mettendo eventualmente in massima esposizione, e senza alcuna possibilità di ritrarsi, le piante dei piedi.
Può essere collegato spesso al footfetish passivo o al tickling, dove la "vittima" del gioco può essere eventualmente anche solleticata, punzecchiata, mordicchiata, baciata, leccata, bacchettata, torturata o comunque in qualsivoglia modo "seviziata" nelle sue sensibili estremità inferiori.
Laddove nessun diretto "tormento" alle piante dei piedi fosse applicato, il solo fatto che la vittima sia esposta a piedi nudi, e con questi legati o incatenati, rende la situazione comunque direttamente riconducibile ai concetti di vulnerabilità e sottomissione, coniugando i lati fisico e concettuale dei due aspetti del gioco erotico.
La definizione di bondage rende questo tipo di attività sessuale direttamente collegata alla situazione di immobilità fisica più che ai rapporti eventualmente concettuali-relazionali del BDSM in generale.
Inoltre questo tipo di pratica erotica non è, come potrebbe apparire ad una prima superficiale valutazione, obbligatoriamente connessa ad un rapporto di tipo feticistico col piede (femminile o maschile che sia). Il feticista separa infatti quasi sempre l'oggetto dell'attrazione, o l'azione ad esso collegata, dal contesto della situazione o addirittura dalla persona con cui sta interagendo.
Nel barefoot bondage invece, come nel bondage nel suo complesso, il contesto è quasi sempre al centro dell'azione, che cerca generalmente di ricreare in finzione una situazione reale, che nel gioco erotico consenziente è così esorcizzata nella sua valenza altrimenti coercitiva.
Oltretutto, per quanto riguarda l'ambito del feticismo in sé, le posizioni risulterebbero invertite: lì quasi sempre il piede è oggetto di venerazione, quindi parte integrante del soggetto dominante, qui invece è prerogativa del soggetto sottomesso. Ciò rende quindi il Barefoot bondage quasi sempre meno vicino all'ambito del feticismo e più simile piuttosto ad una sorta di sincretismo tra la pratica del barefoot e quella del bondage.
Per ciò che riguarda l'aspetto più strettamente fisico della pratica, influiscono probabilmente due aspetti culturali: l'uso sempre più diffuso di calzature estremamente sofisticate ha reso il piede una parte del corpo oggetto di maggiori attenzioni rispetto a quella di un uomo dell'era pre-industriale o comunque di un abitante contemporaneo di zone più depresse del pianeta. 
In più, una certa cultura prevalentemente occidentale, derivata da influssi religiosi come da un più diffuso benessere economico, ha fatto sì che l'immagine del piede nudo sia spesso accostata a concetti di penitenza o di povertà, rendendo questa parte del corpo pudicamente celata nella vita quotidiana. Essa viene infatti vissuta e percepita come un qualcosa di cui vergognarsi o comunque da nascondere agli altri per abitudine indotta, attirandovi spesso al contrario una attenzione, per lo più dissimulata, a volte al di sopra della norma, accompagnata dal piacere tipico della trasgressione di un tabù sociale.
Tutto ciò, se cerebralmente rapportato al comportamento mimante il binomio cacciatore-preda che si può manifestare più o meno consciamente o apertamente nelle pratiche di seduzione e corteggiamento, può quindi portare in particolari circostanze a prediligere, all'atto dei preliminari al rapporto sessuale, questa ad altre tipologie di pratiche che implichino una simulazione di situazioni reali normalmente estranee alla sfera della sessualità, il tutto sempre all'interno del bondage che è genericamente un più ampio contenitore di tendenze.
Un interessante esempio dell'accostamento tra il concetto di prigionia in senso più ampio a quello dell'esser scalzi ci viene da una testimonianza dei secoli più recenti, dove ben si notano sia la valenza culturale che quella più strettamente pratica correlate: Città del Capo, in Sud Africa, fu un centro nevralgico del commercio di schiavi sin dal tardo XVII secolo, e tra i vari proclami divulgati dalla Town House c'erano ovviamente i codici di comportamento per gli schiavi, uno dei primissimi punti dei quali puntualizzava che tutti detti schiavi, oltre a portare sempre con sé dei lasciapassare, dovevano anche sempre stare scalzi.
(Tratto dal sito ufficiale di Western Cape). La pratica di mantenere i detenuti a piedi nudi si è mantenuta in molti paesi sino ad oggi, stando ai racconti di molti ex-prigionieri. Le testimonianze più numerose e drammatiche le troviamo comunque nelle storie riportate dai sopravvissuti alla dittatura militare argentina a cavallo degli anni settanta e ottanta, dove vediamo ricorrere, in luoghi e tempi diversi, la pratica di recludere i prigionieri politici mantenendoli scalzi e spesso con catene alle caviglie.
Per quanto riguarda invece l'approccio culturale al binomio piede-servitù, deriviato da una certa impostazione misogina ed intrisa di religiosità correlata soprattutto all'occidente medievale, è interessante notare come nel XII secolo Ugo di San Vittore argomentava la presunta inferiorità della donna rispetto all'uomo interpretando a suo modo il racconto della creazione biblica: qui le correlazioni sono alquanto più cerebrali e articolate, ma l'accostamento piede-servitù è palese. Dice Ugo di San Vittore chiedendosi perché la donna sia nata da una costola di Adamo invece che da un'altra parte del corpo: "La donna è stata tratta dal fianco dell'uomo affinché fosse chiaro che era stata creata per un'unione d'amore. Nessuno doveva pensare, qualora fosse stata fatta con la testa dell'uomo, che doveva essergli preferita nel comando, oppure che, se fosse stata fatta con i piedi, che doveva essere ridotta in servitù. Infatti all'uomo non è stata data né un'amante né una schiava ma una compagna; perciò non doveva essere tratta né dalla testa né dai piedi ma dal fianco, affinché capisse che doveva mettersi al suo fianco". Quella che apparirebbe qui come una semplice considerazione circa la collocazione di una parte anatomica rispetto al terreno sottintende e crea inevitabilmente degli accostamenti d'immagine ad una condizione fisica e sociale.

## Il Barefoot bondage nelle arti visive
- Franco Saudelli - è un disegnatore di fumetti italiano: ha creato nel 1987 il personaggio de "La Bionda": un anti-eroina la quale inevitabilmente finiva per legare le sue vittime, che erano all'atto sempre a piedi nudi. Con questa serie ha iniziato quindi a tempo pieno la sua enorme produzione di opere incentrate sul binomio Bondage-Foot fetish, aggiudicandosi il merito di introdurre anche in Italia il termine inglese barefoot bondage per una categoria qui all'epoca ancora non ben focalizzata.
- Nicolay Bessonov - pittore russo contemporaneo, le cui opere, specialmente quelle direttamente connesse ai suoi studi antropologici sulle culture zigane in Russia e sul fenomeno della stregoneria, contengono praticamente solo personaggi femminili che sono esclusivamente a piedi nudi, ricollegando in particolare la sua produzione "zigana" al fenomeno del barefoot e l'"inquisitoria" a quello del barefoot bondage.
- Georges Pichard - era un noto disegnatore di fumetti francese, scomparso nel 2003. Con impostazione ribelle e provocatoria e con un tratto personalissimo, realizzò un numero considerevole di opere, alternativamente di stampo avventuroso od orientato ad un originalissimo sadomaso. Le eroine e le numerose "vittime" dei due generi da lui affrontati finivano regolarmente, ad un certo punto della storia, per essere legate o incatenate, sempre inevitabilmente a piedi nudi, nei modi più articolati possibili.
- Prehistoric Women (Femmine delle caverne) - catalogare scene di barefoot bondage nel cinema è probabilmente non funzionale, poiché, al di là del loro cospicuo numero, esse sono quasi sempre subordinate all'esigenza della trama impedendone un'utile classificazione. Questo B-movie di Michael Carreras del 1967 invece, pur non presentando esplicite scene di barefoot bondage (né valore artistico intrinseco) bene ne illustra il meccanismo di base. Qui infatti una società fantastica dominata da donne guerriere è divisa in due classi: le dominatrici hanno tutte capelli neri e calzari, le sottomesse sono tutte bionde e rigorosamente a piedi nudi, a sottolineare la diversità di condizione semplicemente con queste due rigorose differenze di fisico e di vestiario.
- The Big Bird Cage - questo B-movie di Jack Hill del 1972 ben rappresenta, volontariamente o meno, il concetto di barefoot bondage: le prigioniere detenute nel campo di prigionia e lavori forzati femminile rappresentato nel film sono sempre e rigorosamente a piedi nudi. Solo nel finale del film le due protagoniste, sopravvissute alla catartico-vendicativa rivolta con fuga, riacquisteranno una qualche calzatura. L'urgenza da parte del regista di sottolineare il fatto che le prigioniere debbano essere scalze lo porta almeno ad un errore di scena, ad esempio nel momento in cui una delle protagoniste, in una sequenza che si svolge in un night club, passa da una sequenza all'altra improvvisamente ed inesplicabilmente dai tacchi alti all'essere scalza, guarda caso proprio poco prima di essere arrestata.
- Women in Cages (Rivelazioni di un'evasa da un carcere femminile) - questo film del 1971, diretto da Gerardo De Leòn, si muove sulla stessa riga del sopracitato The Big Bird Cage: in un penitenziario diretto da una sadica secondina (l'attrice Pam Grier, presente anche nel film precedente) le detenute sono dotate di una succinta divisa che le lascia tutte costantemente a piedi nudi. Il fatto che l'essere scalze definisca il loro status di prigioniere è sottolineato dall'essere mostrate sempre a piedi nudi sia all'interno del penitenziario che in esterni, quando lavorano nei campi. Solo nel momento preciso della fuga, verso la fine del film, le fuggitive indossano improvvisamente delle calzature, mai viste in alcuna scena precedente.
- Garage Olimpo - drammatico film del 1999 del regista Marco Bechis che si ispira a storie realmente accadute in Argentina a cavallo degli anni '70 e '80, quando la dittatura della giunta militare seminò il terrore sequestrando, detenendo, torturando e facendo poi quasi sempre sparire migliaia di attivisti politici, o presunti tali. I perseguitati venivano reclusi in caserme o normali edifici riconvertiti clandestinamente in centri detentivi e i racconti di alcuni sopravvissuti testimoniano l'usanza di mantenete i prigionieri coi piedi scalzi e spesso incatenati.
- Magi: The Labyrinth of Magic - rinomato manga giapponese, trasformato poi da fumetto in serie di animazione. Si ispira ai racconti delle Mille e una notte e alle avventure di Ali Baba: in questo fantasioso mondo arabo-orientaleggiante gli schiavi, tra cui nei primissimi episodi anche la protagonista Morgiana, si contraddistinguono dagli altri per essere tutti rigorosamente a piedi nudi e con massicce catene alle caviglie.